# Lichterfelder FC Berlin
Maillots
Le Lichterfelder FC Berlin est un club allemand de football localisé à Lichterfeld dans l'arrondissement de Steglitz-Zehlendorf à Berlin.

## Repères historiques
- 1892 – 20/03/1892, fondation du FUSSBALL VEREINIGUNG BRANDENBURG BERLIN
- 1900 – scission du FUSSBALL VEREINIGUNG BRANDENBURG BERLIN et formation du TURN-und FUSSBALL VEREINIGUNG HELVELLIA BERLIN.
- 1905 – FUSSBALL VEREINIGUNG BRANDENBURG BERLIN et TURN-und FUSSBALL VEREINIGUNG HELVELLIA BERLIN se réunirent sous le nom de FUSSBALL VEREINIGUNG BRANDENBURG BERLIN.
- 1909 -  fondation du BERLINER SPORT-CLUB 09 BRANDENBURG.
- 1912 – 18/06/1912, fondation du FUSSBALL CLUB LICHTERFELDE.
- 1919 – fusion du  FUSSBALL VEREINIGUNG BRANDENBURG BERLIN avec le BERLINER SPORT-CLUB 09 BRANDENBURG pour former le SPORT VEREINIGUNG BRANDENBURG BERLIN.
- 1921 – SPORT VEREINIGUNG BRANDENBURG BERLIN fusionna avec le BERLINER BALLSPIEL CLUB 03 BERLIN pour former le   BERLINER BALLSPIEL CLUB BRANDENBURG BERLIN.
- 1925 – fin de la fusion de 1921, le BERLINER BALLSPIEL CLUB 03 BERLIN redevint indépendant.
- 1929 - SPORT VEREINIGUNG BRANDENBURG BERLIN prit le nom de FUSSBALL VEREINIGUNG BRANDENBURG BERLIN
- 1945 – dissolution de tous les clubs et associations par les Alliés.
- 1945 – FUSSBALL VEREINIGUNG BRANDENBURG BERLIN fut reconstitué sous le nom de SPORTGRUPPE STEGLITZ-FRIEDENAU – Le FUSSBALL CLUB LICHTERFELDE fut reconstitué sous le nom de SPORTGRUPPE LICHTERFELDE.
- 1950 - FUSSBALL VEREINIGUNG BRANDENBURG BERLIN et FUSSBALL CLUB LICHTERFELDE reprirent leur ancienne appellation.
- 1951 – fondation de LICHTERFELDE SPORT UNION.
- 1971 – fusion de FUSSBALL VEREINIGUNG BRANDENBURG BERLIN avec le FUSSBALL CLUB LICHTERFELDE pour former le FUSSBALL VEREINIGUNG BRANDENBURG LICHTEFELDE.
- 1988 – fusion de FUSSBALL VEREINIGUNG BRANDENBURG LICHTEFELDE avec le LICHTERFELDE SPORT UNION pour former le VEREIN für BEWEGUNGSPIEL LICHTEFELD 1892.
- 2004 – VEREIN für BEWEGUNGSPIEL LICHTEFELD 1892 prit le nom de LICHTEFELDER FUSSBALL CLUB BERLIN 1892.
- 2013 - Le club fusionne avec le BFC Viktoria 1899 pour devenir le FC Viktoria 1889 Berlin

## Localisation

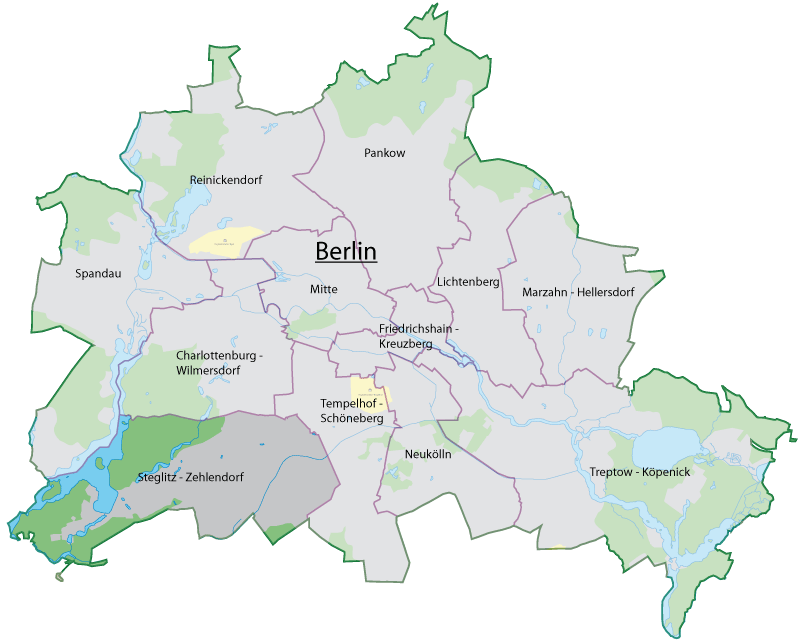
Localisation de l'arrondissement de Steglitz-Zehlendorf

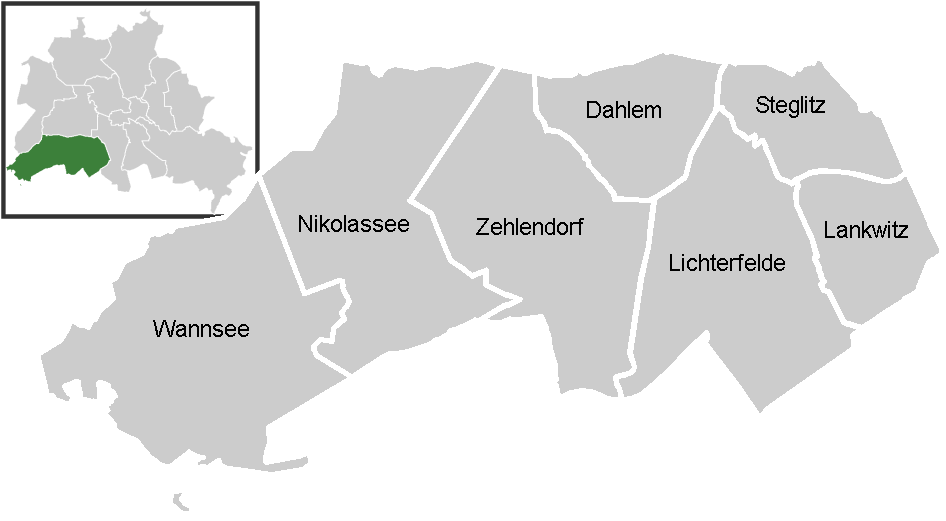
Les quartiers de l'arrondissement de Steglitz-Zehlendorf

## Histoire
Les lointaines origines du club remontent à la création le 20 mars 1892 du 'FV Brandenburg Berlin dont la longue histoire fut marquée de plusieurs fusions.
Le cercle aligna des équipes compétitives au début du XXe siècle. En 1900, le FV Brandenburg Berlin fut scindé à la suite de la formation du TuFV Helvellia Berlin. Mais cinq ans plus tard, les dissidents revinrent au sein de leur club d’origine.
Le club fut terriblement affaibli par la Première Guerre mondiale. En 1919, le cercle fusionna avec le Berliner SC 09 Brandenburg pour créer le SV Brandenburg Berlin.
Entre 1921 et 1925, le SV Brandenburg Berlin s’unit avec le Berliner Ballspiel Club (BBC) 03 Berlin pour former le BBC-Brandenburg Berlin. À cette époque, le club (tout comme le Lichterfeld FC) évoluait au 2e niveau des ligues berlinoises. Après deux ans passés dans la plus haute ligue de la capitale, le BBC-Brandenburg Berlin redescendit en 1925, Après cela le BBC 03 Berlin redevint indépendant du SV Brandenburg Berlin.
En 1929, le SV Brandenburg Berlin.joua sous l’appellation FV Brandenburg Berlin. En 1933, il fusionna avec le FC Eintracht Lankwitz.
Après le déclenchement de la Seconde Guerre mondiale, le FV Brandenburg Berlin s’associa avec la Rot-Weiß-Schöneberg afin d’être toujours capable d’aligner une équipe.
En 1945, le club fut dissous par les Alliés, comme tous les clubs et associations allemands (voir Directive n°23). Les anciens membres du FVBB constituèrent le SG Steglitz-Friedenau qui retrouva le nom de FV Brandenburg Berlin en 1950. Les membres du Lichterfeld FC constituèrent brièvement le SG Lichterfeld puis leur cercle reprit son ancienne appellation.
Le 15 février 1951 fut fondé le Lichterfelder Sport-Union. Ce club atteignit la Regionalliga Berlin (équivalent Division 2) en 1965 après une 6e place dans la Amateurliga Berlin. Lichterfelder SU joua deux saisons au niveau 2 avant d’être relégué.
En 1971, le FV Brandenburg Berlin et le Lichterfeld FC fusionnèrent pour former le FV Brandenburg Lichterfelde.
En 1988, ce cercle s’unit avec le Lichterfelder Sport-Union pour créer le VfB Lichterfelde 1892 qui l’année suivante monta en Oberliga Berlin. Cette ligue était à cette époque au 3e niveau du football allemand.
Le club joua deux saisons avant d’être versé dans l’Oberliga Nordost, Groupe Centre. Cette ligue, toujours située au niveau 3, fut constituée à la suite de l’arrivée des clubs de l’ancienne RDA, après la Chute du Mur de Berlin (en novembre 1989).
À la fin de la saison 1993-1994, la DFB instaura les Regionalligen au 3e étage de sa pyramide. Les Oberligen devinrent alors le niveau 4. Le VfB 1892 se classa 8e et fut reversé dans Oberliga Nordost Nord, dont il fut vice-champion en 1995 et 1996.
En fin de saison 2003-2004, le VfB Lichterfelde 1892 se classa 16e sur 19 et fut relégué en Verbandsliga (niveau 5). Il prit alors le nom de Lichterfelder FC Berlin. Deux ans plus tard, le club conquit le titre en Verbandsliga et remonta au niveau 4. 
En 2008, à la suite de l'instauration de la 3. Liga au 3e rang de la hiérarchie du football allemand, l’Oberliga Nordost Nord devint une ligue de niveau 5.

## Palmarès
- Champion de la Landesliga Berlin: 1989 (sous le nom de VfB Lichtefeld)
- Champion de la Verbandsliga Berlin: 2006 (sous le nom de Lichtefelder FC Berlin)
- Finaliste de la Paul-Rusch-Pokal (Coupe de Belrin): 1998.

## Stade
Le Lichterfeld FC Berlin joue ses rencontres à domicile au Stadion Lichterfeldestadion à Steglitz. Le stade a une capacité de 4.300 places dont 1.800 assises (800 couvertes).
La construction du site commença en 1926. L’enceinte fut inaugurée le 16 juin 1929. Entre 1933 et 1945, le lieu porta le nom de Adolf Hitlerstadion. Le stade servit de terrain d’entraînement lors des J.O. de 1936. 
Sérieusement endommagé pendant la Seconde Guerre mondiale, le site fut remis en état et redevint utilisable le avril 1952. Dans les années 1980, il fut doté de pylônes d’éclairage et d’un terrain artificiel dans la décennie suivante.